# Гвинея-Бисау на Паралимпийских играх
Гвинея-Бисау на Паралимпийских играх впервые приняла участие в 2012 году на летних Играх в Лондоне. На зимних Играх делегация Гвинеи-Бисау участия пока не принимала. Медалей на Играх спортсмены Гвинеи-Бисау пока не завоевали.